# Луций Юлий Цезарь (консул 90 года до н. э.)
Лу́ций Ю́лий Це́зарь (лат. Lucius Iulius Caesar; убит в 87 году до н. э., Рим, Римская республика) — древнеримский военачальник и политический деятель из патрицианского рода Юлиев, консул 90 года до н. э., цензор 89 года до н. э. Принадлежал к старинной, но маловлиятельной семье. Согласно одной из гипотез, начал свою карьеру с поста монетария. На выборах в эдилы Луций Юлий потерпел поражение, но в 95 году до н. э. всё же стал претором, а в следующем году управлял провинцией Македония. В 90 году до н. э. достиг консулата. Был одним из двух командующих на первом этапе Союзнической войны и воевал с переменным успехом. В конце своего консульского года принял закон — Lex Iulia, — согласно которому италики, сохранившие лояльность Риму, получали гражданство.
В 89 году до н. э. Луций Юлий достиг вершины карьеры — стал цензором. Спустя два года, когда его враг Гай Марий занял Рим в ходе гражданской войны, Цезарь стал одной из жертв террора. Его внуком по женской линии был триумвир Марк Антоний.

## Биография

### Происхождение
Луций Юлий Цезарь принадлежал к древнему патрицианскому роду, представители которого возводили свою генеалогию к богине Венере через Энея. В период с 489 по 379 годы до н. э. Юлии неоднократно становились консулами и военными трибунами с консульской властью, но в течение следующих двух столетий почти не упоминались в источниках. К концу II века до н. э. это были простые сенаторы, не поднимавшиеся в своей карьере выше претуры (как дядя Луция Секст Юлий Цезарь, претор 123 года до н. э.). Отец Луция Юлия носил тот же преномен и, по-видимому, не занимал никакие курульные (высшие) магистратуры. О нём известно только, что в какой-то момент он был монетарием.
У Луция был младший брат Гай Юлий Цезарь Страбон Вописк. Матерью двух Юлиев была Попиллия, в первом браке жена Квинта Лутация Катула. Соответственно единоутробным старшим братом Луция и Гая был Квинт Лутаций Катул, консул 102 года до н. э. и победитель кимвров. Семья Лутациев до 100-х годов до н. э. находилась примерно в том же положении, что и Юлии: имея в своей родословной консулов, Катулы не поднимались до курульных магистратур. К другой ветви рода Юлиев принадлежали Гай (отец диктатора Гая Юлия Цезаря) и Секст Цезари, которые были предположительно троюродными братьями Луция и Гая Страбона Вописка.

### Ранние годы и начало карьеры
О жизни Луция Юлия до консулата мало что известно. Рождение его старшего брата, Квинта Лутация, исследователи датируют предположительно 149 годом до н. э., а рождение младшего, Гая Юлия, — 131 или 127 годом. В 100-е годы до н. э. эта семья начала выходить из безвестности благодаря тому, что Катул с четвёртой попытки стал консулом; предположительно решающую роль здесь сыграла поддержка Гая Мария, женившегося около 110 года до н. э. на троюродной сестре двух Юлиев. Марий, пять лет подряд избиравшийся консулом (104—100 годы до н. э.), стал самым влиятельным человеком республики, и Цезари вместе с Антониями, Юниями, Марциями, Валериями и представителями некоторых других старых родов стали частью его окружения: благодаря ему они делали карьеру и вливались в состав «фракции» Мария в сенате.
Первое, что можно уверенно сказать о политической деятельности Луция Юлия, — что в 100 году до н. э. он принял участие в решающей схватке сенатской «партии» со сторонниками народного трибуна Луция Аппулея Сатурнина. Марк Туллий Цицерон, перечисляя аристократов, явившихся к храму Санка, чтобы взять оружие из общественного хранилища, называет и «всех Юлиев». Возглавил борьбу с Сатурнином Гай Марий. В последующие годы влияние Мария стало слабеть, и братья Юлии вслед за Катулом разорвали союз с ним; при этом их кузены Гай и Секст остались в составе марианской «партии».
Известно, что Луций Юлий потерпел неудачу в своей попытке стать эдилом. Согласно одной из гипотез, он начал свою карьеру с должности монетария: именно этим Луцием Юлием Цезарем мог быть отчеканен серебряный денарий с легендой «L. Iuli(us) L. f. Caesar». На аверсе этой монеты изображена голова Марса в шлеме, на реверсе — Венера Родоначальница в биге, запряжённой эротами. Есть и другой вариант: монетарием мог быть его сын, тоже Луций Юлий, сын Луция, Цезарь. Но Теодор Моммзен обратил внимание на то, что именно Луций-старший был первым в роду Луцием, сыном Луция, и для него такая подпись была уникальной, а для его сына — уже нет.
В 90-е годы до н. э. Луций Юлий занимал должность претора и наместника провинции Македония. Согласно разным гипотезам, это могли быть 95—94 или 93—92 годы до н. э.. О наместничестве Цезаря сообщают две надписи, обнаруженные на Самофракии: одна была сделана по его приказу, другая — в его честь. Кроме того, квестор Эзиллас (предположительно Авл Семпроний Азеллион) чеканил тетрадрахмы с легендой Cae(sar) pr(aetor) Makedonia.

### Консулат и цензура
В 90 году до н. э. Луций Юлий стал консулом. Аппиан Александрийский, спутав его с троюродным братом, одним из консулов предыдущего года, по ошибке называет его в связи с событиями этого года Секстом. В период между выборами и вступлением Луция в должность ситуация в Италии резко изменилась: «Вся Италия взялась за оружие против римлян». Главной задачей обоих консулов — Цезаря и его коллеги, плебея Публия Рутилия Лупа, — стало командование в этой войне. Луций Юлий возглавил армию, действовавшую на южном направлении, против самнитов. Источники называют имена его легатов: это были опытные военачальники Луций Корнелий Сулла, Тит Дидий, Публий Лициний Красс, Марк Клавдий Марцелл и некий «брат Цезаря» Публий Корнелий Лентул (исследователи предполагают, что это ошибка переписчика, и в действительности речь не о Лентуле, а о Катуле). Из этого списка Э. Бэдиан делает вывод, что вокруг Луция Юлия объединились враги Гая Мария. Сам Марий был легатом при втором консуле, действовавшем на севере.
Военные действия на обоих направлениях шли с переменным успехом. В самом начале кампании Луций Юлий потерпел поражение от пелигнов Веттия Скатона при Эзернии, потеряв две тысячи человек убитыми; Эзерния вскоре пала. Публий Красс тоже потерпел поражение в Лукании. Главным противником консула стал предводитель самнитов Гай Папий Мутил, добившийся больших успехов в Кампании: он занял Нолу, Салерн, Стабии, Минервий и другие города и осадил Ацерры. Луций Юлий пришёл на помощь этому городу, который был важен со стратегической точки зрения. В его армии была сильная нумидийская конница, но Мутил нашёл в одном из занятых им городов царевича Оксинту (сына Югурты) и начал показывать его нумидийцам облачённым в царскую порфиру. В результате Цезарю пришлось отослать свою кавалерию. Когда самниты напали на его лагерь, он отразил атаку, причём в бою погибло 6 тысяч воинов противника. В результате наступление италиков в Кампании остановилось. Войско провозгласило Цезаря императором, а сенаторы, узнав об этом успехе (первом в войне), снова оделись из военных плащей в парадные тоги в знак того, что городу больше не грозит крайняя опасность. Тем не менее от Ацерр Луций Юлий отступил, и к тому же италики заняли всю Апулию.
Тем временем второй консул погиб в одном из сражений; из-за того, что Луций Юлий не смог даже на время оставить театр военных действий, консул-суффект так и не был избран. Позже произошло крупное сражение у Теана, где 45-тысячной римской армией командовал или Луций, или его кузен Секст. Римляне были внезапно атакованы из засады самнитами Мария Эгнация, и в результате большая часть армии погибла, а выжившие потерял всё оружие.
В конце года Цезарь прибыл в Рим, чтобы провести очередные выборы магистратов. Он восстановил по распоряжению сената храм Юноны Спасительницы (это было сделано на основании сна Цецилии, дочери Квинта Цецилия Метелла Балеарского). Кроме того, в ответ на сообщения о волнениях в Этрурии и Умбрии, до того лояльных Риму, Луций Юлий принял закон, согласно которому все союзники и латины, сохранившие преданность Республике, получали римское гражданство. Известно, что на этот закон опирался Гней Помпей Страбон, когда сделал гражданами всадников испанской турмы под Аускулом 18 ноября 90 года до н. э.; таким образом, Lex Iulia был принят в первой половине ноября или даже в октябре.
Больше Луций Юлий не участвовал в военных действиях. Аппиан ещё раз упоминает Секста Юлия Цезаря, получившего полномочия проконсула на 89 год до н. э. и умершего во время осады Аускула, но Ф. Мюнцер предполагает, что здесь речь уже о настоящем Сексте — консуле 91 года. А Луций был избран цензором вместе с одним из своих бывших подчинённых, плебеем Публием Лицинием Крассом. Коллеги совершили очистительную жертву (lustrum), но перепись проводить не стали: всё ещё не было решено, в какие трибы включать италиков, только что получивших гражданство согласно lex Julia и lex Plavtia-Papiria (последний закон делал гражданами Рима всех, кто сложит оружие в течение двух месяцев). Ещё одним заметным событием этого года стало введение цензорами ограничений на торговлю благовониями и иноземными винами. Это могло быть сделано для того, чтобы простимулировать импорт жизненно важных товаров в условиях экономического кризиса.
Помимо всего прочего, Цезарь и Красс освободили от налогов город Илион.

### Гибель
Уже на заключительном этапе Союзнической войны в Риме обострилась внутриполитическая борьба. В ней Луций Юлий занимал сторону оптиматов, враждебных Гаю Марию. Отношения между Марием и Цезарем могли ещё больше обостриться в 89 году до н. э., когда младший брат последнего пытался получить консулат и соответственно командование в войне с Митридатом, на которое претендовал Марий. Консулом-патрицием стал не Гай Юлий, а Луций Корнелий Сулла. Марий тем не менее попытался получить командование, и вследствие этого началась первая гражданская война (88 год до н. э.). Сулла занял Рим, потом отбыл на Балканы. Тогда Марий вернулся из африканского изгнания, в свою очередь занял Рим с армией и начал невиданный прежде террор против лиц сенаторского звания. В числе жертв оказались и трое братьев — Квинт Лутаций Катул, Луций Юлий Цезарь и Гай Юлий Цезарь Страбон Вописк.
Согласно Диодору, ещё перед вступлением в город марианцы решили «предать смерти самых известных их противников, всех тех, кто были способны оспорить их власть». Если Катул был привлечён к суду и покончил с собой, понимая, что его участь решена, то братьев Цезарей убили без каких-либо юридических процедур; они «были убиты, будучи захвачены в пути». Труп Луция Юлия, по словам Валерия Максима, проволокли через весь город до могилы Квинта Вария, которого он когда-то обвинял в суде; правда, исследователи сходятся во мнении, что на самом деле речь здесь о Гае Юлии. Голову Луция выставили на рострах рядом с головами Гая и Марка Антония Оратора.
Марк Туллий Цицерон назвал Луция Юлия «знатнейшим мужем, чья мудрость была изведана на войне и в мире».

## Потомки
Луций Юлий был женат на дочери Марка Фульвия Флакка, консула 125 года до н. э. У него был сын Луций, консул 64 года до н. э., и дочь, которая вышла замуж за Марка Антония Кретика, а после его ранней смерти — за одного из участников заговора Катилины Публия Корнелия Лентула Суру. Первое замужество Юлии произошло, судя по дате рождения её первенца, через несколько лет после гибели отца, но её помолвка с Антонием должна была состояться до 87 года до н. э.
В источниках упоминается ещё одна Юлия, жена одного из Сульпициев и тёща Луция Корнелия Лентула Крусцеллиона. Она могла быть дочерью Луция или его брата Гая.
Одним из внуков Луция (сыном Юлии Антонии) был триумвир Марк Антоний, и через него Цезарь является предком ряда представителей династии Юлиев-Клавдиев, включая императоров Калигулу, Клавдия и Нерона.